# 22544 Sarahrapo
22544 Sarahrapo este un asteroid din centura principală de asteroizi.

## Descriere
22544 Sarahrapo este un asteroid din centura principală de asteroizi. A fost descoperit pe 24 martie 1998 la Socorro, New Mexico, în cadrul proiectului LINEAR. Asteroidul prezintă o orbită caracterizată de o semiaxă mare de 2,24 ua, o excentricitate de 0,18 și o înclinație de 3,2° în raport cu ecliptica.